# 王晋年
王晋年（1966年9月16日—），现为广州大学地理科学与遥感学院教授、遥感大数据智能应用创新中心主任，中科遥感科技集团有限公司董事长，曾任中国科学院遥感与数字地球研究所研究员、博士生导师，2016年入选国际宇航科学院院士。
2021年6月6日下午，中国航天科技集团有限公司下属航天投资控股有限公司党委书记、董事长张陶以汇报航天投资相关工作为由邀请吴美蓉、王晋年到其公司访问。访问后张陶因用餐时寻求王晋年和吴美蓉推荐其成为国际宇航科学院院士不成，在晚餐和餐后送行期间追打王晋年院士，致使王晋年肋骨骨折、全身多发性软组织损伤，而吴美蓉院士則是在张王追打時被张推倒以致脊椎骨折、住院手术。2021年7月初，该事件被网络曝光而引发关注。